# Ministerie van Sociale Zaken (gebouw)

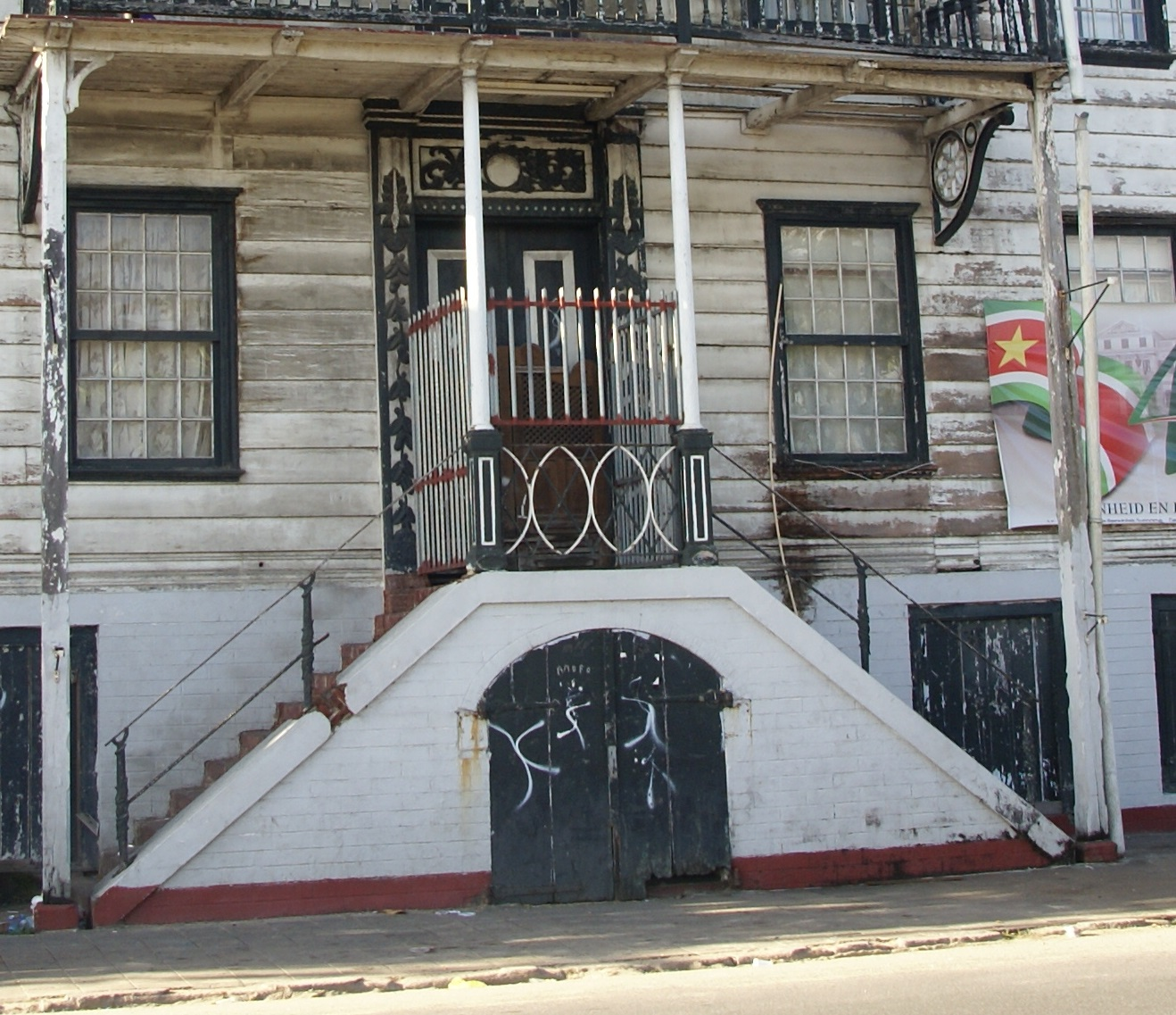
De entree van Waterkant 30 met onder meer versierde leuningen, deurposten en balkonsteunen.

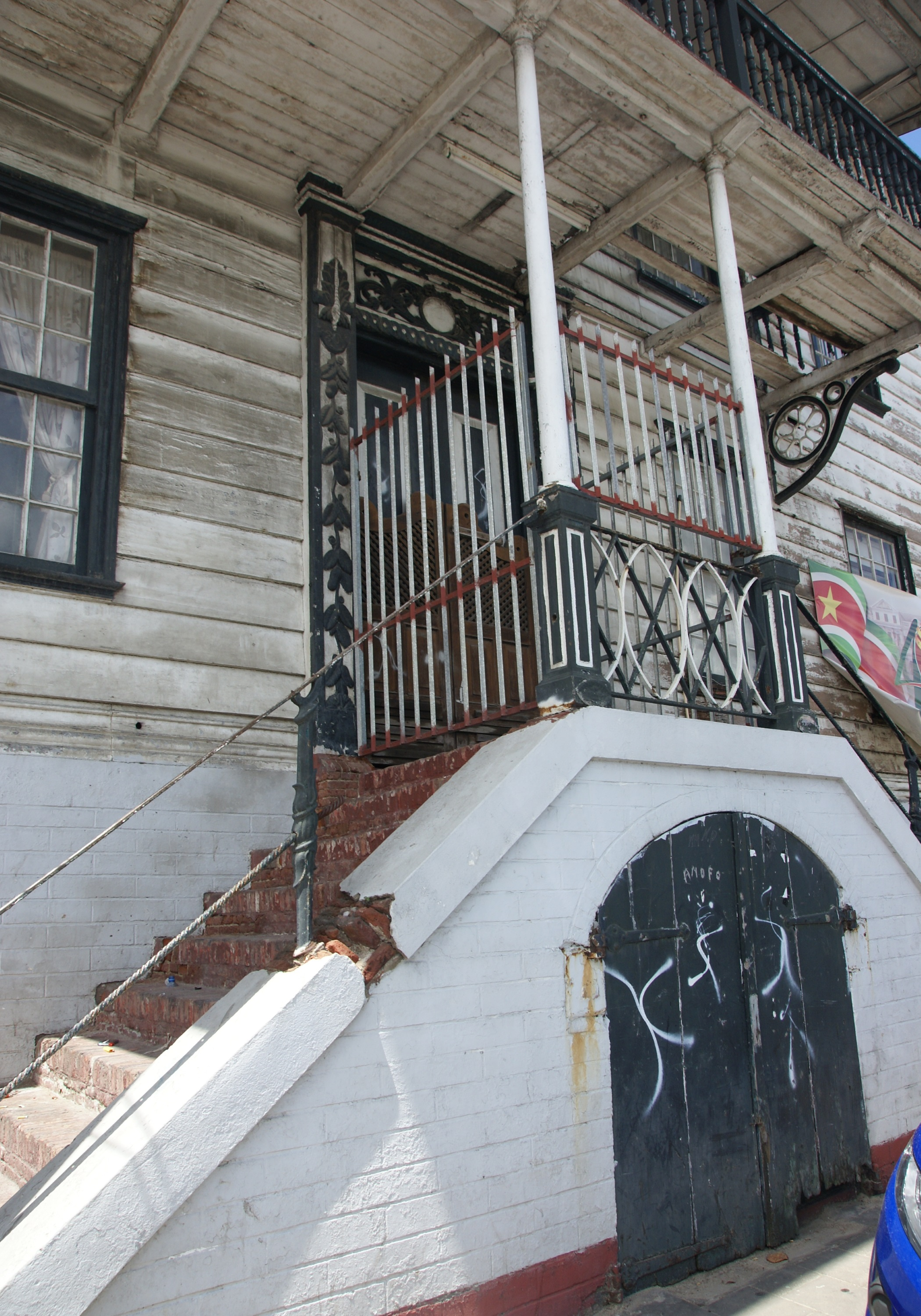
Trap naar de toegangsdeur.

Het Ministerie van Sociale Zaken is een monumentaal pand uit het eerste kwart van de negentiende eeuw, gelegen aan de Waterkant 30 in Paramaribo, Suriname. Het naastgelegen pand Waterkant 32 wordt eveneens gebruikt door dit ministerie. Beide panden zijn onderdeel van de historische binnenstad van Paramaribo, die sinds 2002 door UNESCO aan de Werelderfgoedlijst is toegevoegd.

## Geschiedenis
Het eerste huis op deze plek was van de jurist Samuel Althusius en werd rond 1710 opgetrokken.
Althusius was raad-fiscaal, een functie vergelijkbaar met die van openbaar aanklager. Hij had tot taak verdachten te ondervragen, waarbij het hem was toegestaan foltering toe te passen om een bekentenis te verkrijgen. De fiscari werd daarom door de slavenbevolking bijzonder gehaat.
Na de stadsbrand van 1821 werd het huis herbouwd op de oude, stenen funderingen die de brand hadden overleefd.
Het pand werd gebouwd als koopmanswoning, te zien aan de hoge stoep en trappen. Er was een onderdoorgang naar het achterterrein waar de goederenmagazijnen waren. Opslag gebeurde ook in de kelders. In 2023 werd een gewelfde bakstenen waterkelder herontdekt met een diepte van 1,6 meter.
In 1955 kocht de Surinaamse Bauxiet Maatschappij, later Suralco, de huizen aan de Waterkant met de nummers 26, 28 en 30 om er het hoofdkantoor in te vestigen. Rond 1970 kocht de overheid de panden en vestigde in nummer 30 het hoofdkantoor van het Ministerie van Sociale Zaken en Volkshuisvesting.
Het pand werd nog vele malen uitgebreid en verbouwd, maar vermoedelijk zijn de meeste constructies uit 1821 nog aanwezig.

## Bouw
Het pand op nummer 30 heeft een stenen onderbouw en een dubbele trap met gietijzeren balusters die naar de bel-etage leidt. Het pand is vijf traveeën breed en heeft boven de bel-etage nog een woonlaag. Deze tweede verdieping heeft een balkon over de middelste drie traveeën heen en wordt onder meer gesteund door vier palen. Op het dak bevindt zich een dakhuis. De trap, de leuningen, de balkonsteunen en deurposten zijn alle versierd.

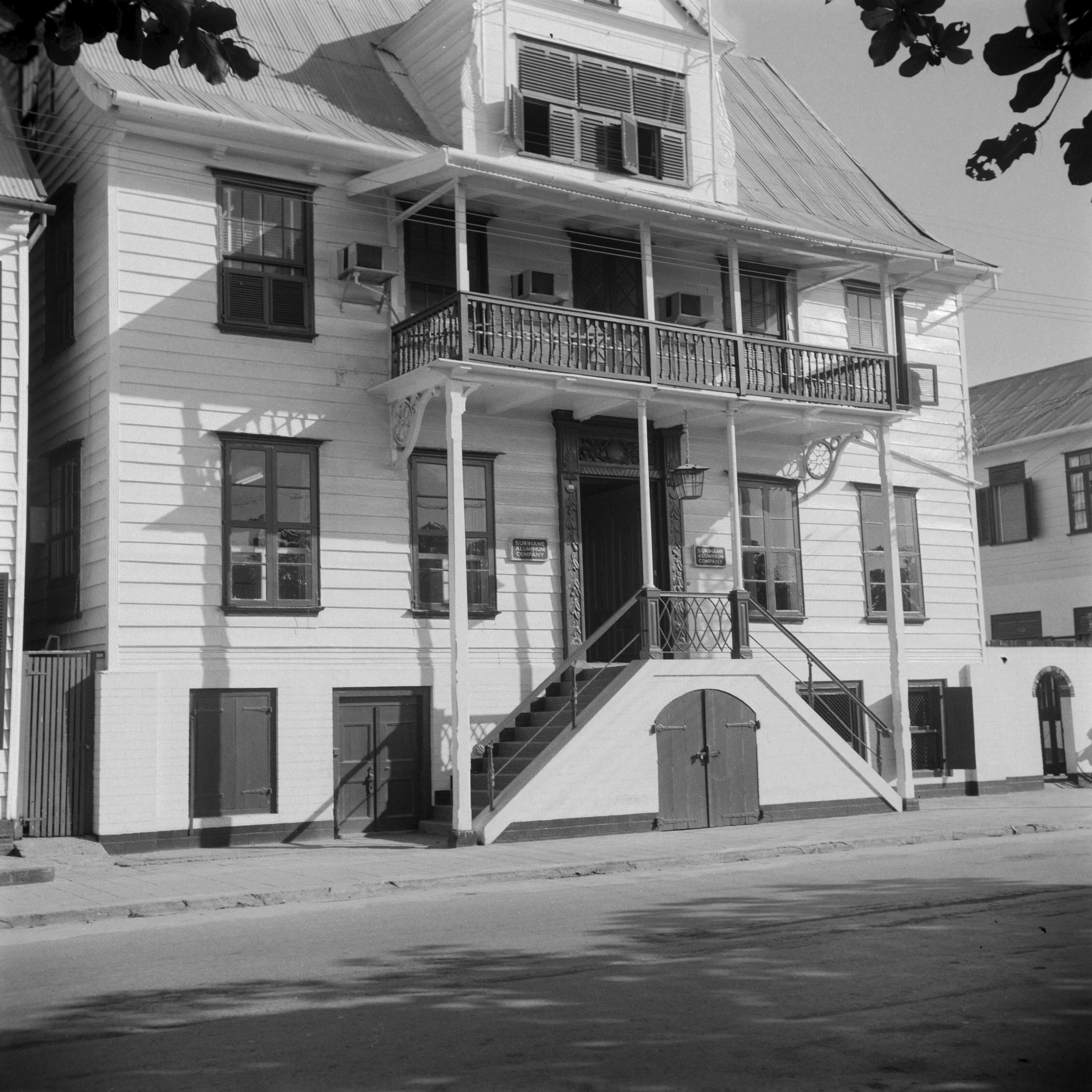
Waterkant 30 in 1962.
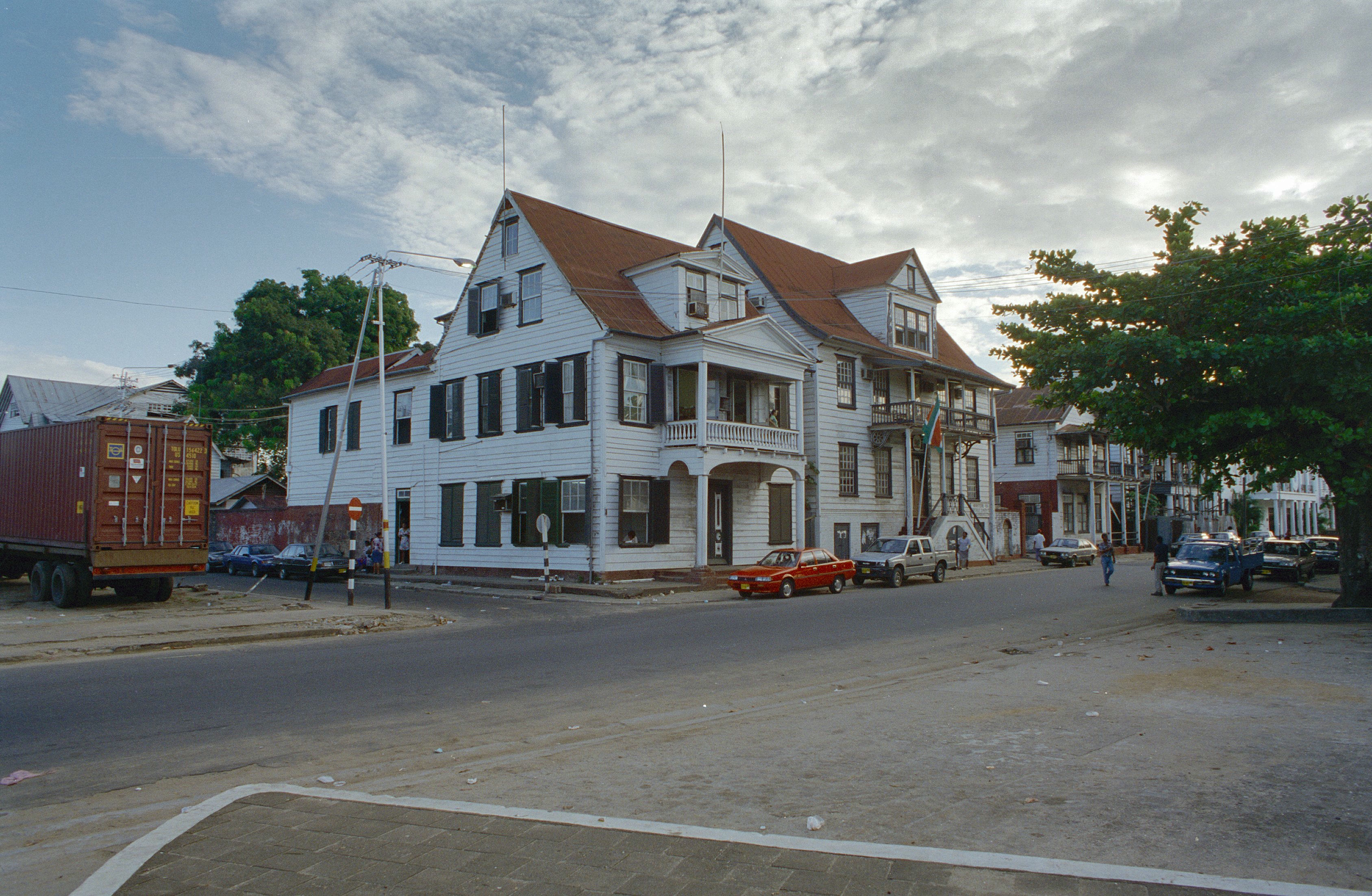
Waterkant 32 en 30 in 1997.